# Fjälkestads landskommun
Fjälkestads landskommun var en tidigare kommun i dåvarande Kristianstads län.

## Administrativ historik
Kommunen bildades i Fjälkestads socken i Villands härad i Skåne när 1862 års kommunalförordningar trädde i kraft. 
Vid kommunreformen 1952 uppgick kommunen i Nosaby landskommun som uppgick 1967 i Kristianstads stad som 1971 ombildades till Kristianstads kommun.